# Anders Lindgren (1826–1888)
Anders Lindgren, född 1 april 1826 i Göteborg, död där 19 augusti 1888 där, var en svensk boktryckare.
Anders Lindgren var son till löjtnanten Anders Lindgren. Han blev föräldralös vid tolv års ålder och försörjde sig under åtta år som butiksbiträde i Göteborg. 1843–1844 köpte han ett litet tryckeri i staden, där han började trycka inbjudningskort, räkningar och liknande. Lindgren fortsatte att lära yrket genom resor i Danmark och Tyskland, och sedan han 1846 återvänt till Sverige 1846 erhöll han tillstånd att driva ett boktryckeri i Göteborg. Tryckeriet förlades 1848 till Rosenlund. Lindgren fortsatte att utvidga rörelsen, 1849 satte han upp den första snällpressen i staden och var en föregångare inom klichétrycket, då han i stället för de vanliga xylografiska och litografiska metoderna lanserade zinkklichéer, som han utförde både för eget och andras behov. Lindgren blev 1858 borgare i Göteborg och var aktiv som kommunalman, särskilt under koleraepidemierna på 1850- och 1860-talet och som stadens förste brandmästare.
Från 1880-talet inträdde sönerna Ernst Gustaf Lindgren (1856–1887) och Carl Anders Valerius Lindgren (1867–1894) i firman, som sedan övertogs av sonen Anders Lindgren.